# Shebang

Shebang

Shebang es, en la jerga de Unix, el nombre que recibe el par de caracteres #! que se encuentran al inicio de los programas ejecutables interpretados. En algunas ocasiones se le denomina también hash-bang o sharpbang. A continuación de estos caracteres se indica la ruta completa al intérprete de las órdenes contenidas en el mismo (el SheBang más habitual suele ser "#!/bin/bash", que es una llamada al intérprete de comandos Bash). Este método estándar permite que el usuario pueda ejecutar un programa interpretado como si fuera un programa binario.
Cuando no se conoce la ruta absoluta del mismo, es posible utilizar el programa auxiliar env, que generalmente suele estar en /usr/bin. Este es un método muy usado para scripts donde el intérprete no tiene la misma ruta en todos los sistemas (por ejemplo, el SheBang usado generalmente para Python es "#!/usr/bin/env python", que es una llamada a env). Para Python 3, se usa "#!/usr/bin/env python3".
Sirve también para identificar el formato de fichero a modo de «número mágico».
En algunos sistemas es posible especificar en el shebang hasta un único parámetro después del nombre del programa a ejecutar, linux por ejemplo, mientras que en otros como por ejemplo MacOS es posible especificar varios, al separarlos por espacios.
Este parámetro es necesario en algunos casos, como en scripts hechos AWK, ya que se utiliza el parámetro -f para indicar cuál es el script que tiene que cargar.
En Python, se usa el Shebang cuando se programa para ordenadores con sistemas basados en Unix, y en GNU/Linux.

## Ejemplo
Al crear un archivo de texto con permisos de ejecución llamado programa, con el siguiente contenido:
```
#!/usr/bin/awk -f

BEGIN
 
{

  
print
 
"parámetros:"

  
for
 
(
i
 
=
 
1
;
 
i
 
<
 
ARGC
;
 
i++
)

    
print
 
"  "
 
i
 
": "
 
ARGV
[
i
]

}

```

Cuando se ejecute: ./programa argumento1 argumento2, el sistema operativo, tras leer la línea del shebang, procederá de hecho a ejecutar: /usr/bin/awk -f ./programa argumento1 argumento2. Obteniéndose como resultado:
```
parámetros:
  1: argumento1
  2: argumento2

```

En Python:
```
#!/usr/bin/python3

def
 
saludar
():

    
print
(
"Hola!"
)

    

saludar
()

```